# Barca (Portugal)
Barca is een plaats (freguesia) in de Portugese gemeente Maia en telt 2769 inwoners (2001).